# Atualuo
Atualuo is een bestuurslaag in het regentschap Nias van de provincie Noord-Sumatra, Indonesië. Atualuo telt 601 inwoners (volkstelling 2010).